# The Four Flusher
The Four Flusher er en amerikansk stumfilm fra 1919 af Harry L. Franklin.

## Medvirkende
- Hale Hamilton som Lon Withers
- Ruth Stonehouse som Suzanne Brooks
- Harry Holden som Josiah Brooks
- Ralph W. Bell som Penington Crane
- Robert Badger som Jimmie